# محمد تركي الدعفيس
محمد تركي الدعفيس، (28 نوفمبر 1966 -) هو روائي وقاص سوري.

## حياته
ولد في 28 نوفمبر عام 1966. بحمص في سوريا يعمل سكرتير تحرير الوطن السعودية، وحصل على إجازة في الحقوق من جامعة دمشق عام 1990. ولد في حمص، سوريا يعمل سكرتير تحرير الوطن السعودية، وحصل على إجازة في الحقوق من جامعة دمشق عام 1990. بدأ ينشر قصصاً وقصائد نثرية في الصف الثالث الثانوي في دورية سورية أسبوعية اسمها (الفرات)، ومع دخوله الجامعة ركز على الدراسة، والمطالعة وترك الكتابة الأدبية، وتفرغ للكتابة الصحفية، وبدأ ممارسة المهنة جنبا إلى جنب مع دراسته للحقوق. انتقل للعمل صحفيًا في المملكة العربية السعودية عام 2000. اقترح عليه أحد أصدقائه جمع ما نثره على صفحات الفيسبوك في كتاب، فكان “على حافة الأمنية” الصادر في دمشق عام 2012. زادت التجربة والنضوج بعد الإصدار الأول،
فأصدر مجموعة قصصية بعنوان “رحيل” عام 2014، وأصدرت روايته الأولى “الرصاصة تقتل مرتين” عام 2015، كما أصدر رواية «البلم» عام 2018 .عمل بالعديد من الصحف العربية ونال عددًا من الجوائز الأدبية.

## أعمال الكاتب[1][4]
- الرصاصة تقتل مرتين، 2015
- هي والراهب، 2016
- قوافل الريح، 2017
- على حافة الأمنية (منمنمات أدبية)، 2012
- لا وقت للحلم (قصص قصيرة جداً)، 2014
- رحيل (مجموعة قصصية)، 2014
- البلم، 2018
- مدينة يسكنها الجنون. )رواية( فازت بجائزة كتارا للرواية العربية ٢٠٢٣

## الجوائز[5]
- جائزة كتارا للرواية العربية ٢٠٢٣
- الوسام الذهبي من صالون زمان الأدبي لفوز قصته “الرجل والقنديل” بالمركز الأول عام 2013.
- جائزة المركز الثالث لأدباء العراق والوطن العربي عن قصة “الرجل والقنديل” عام 2013.
- جائزة المركز الثاني لسنا الومضة عن قصة “حنين” عام 2014.
- جائزة كتارا للرواية العربية 2023